# Nokia 5800 XpressMusic
O Nokia 5800 XpressMusic foi um smartphone touchscreen fabricado pela Nokia
lançado oficialmente em outubro de 2008. O Nokia 5800 XpressMusic utilizava o sistema operacional Symbian em sua versão S60 5th.

## Especificações técnicas

### Display
Possui uma tela touchscreen resistiva de 3,2 polegadas, com resolução de 360 pixels de largura por 640 pixels de altura.

### Câmera
- Sistema Ótico Carl Zeiss
- Tecla dedicada de câmera

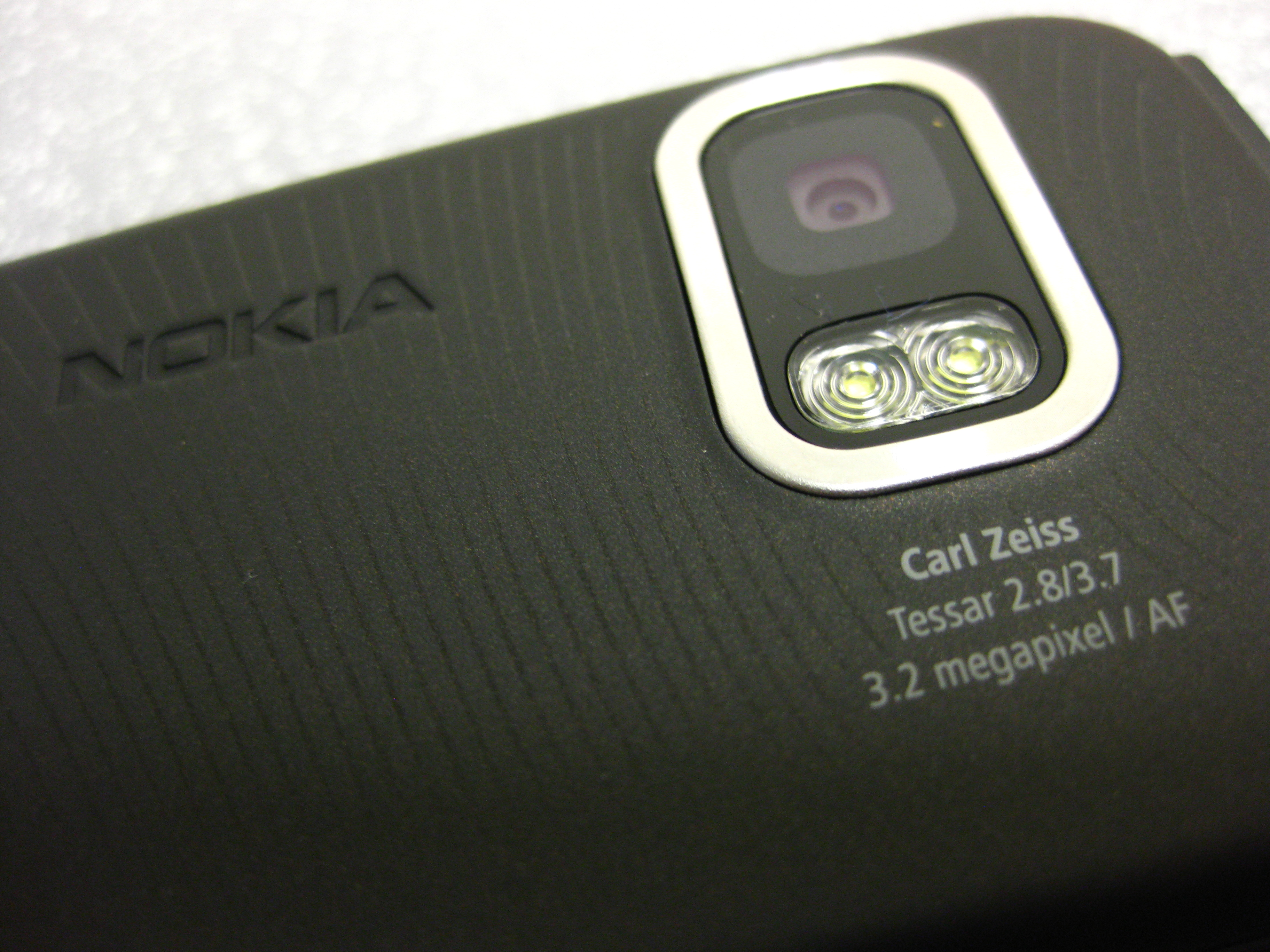
Câmera digital de 3,2 megapixels com dual flash de LED

- Editor de fotos e vídeos no aparelho
- Impressão direta para impressoras de imagem compatíveis
- Flash de LED duplo
- Modos de flash
  - Ativado
  - desativado
  - automático
  - redução de olhos vermelhos
- Efeitos de tonalidade:
  - Normal
  - Sepia
  - Negativo
  - Preto e branco
  - Nítido
- Equilíbrios de branco
  - Automático
  - Ensolarado
  - Nublado
  - Incandescente
  - Fluorescente[1]

#### Imagem
- Câmera digital de 3,2 megapixels (2048 x 1536 pixels)
- Zoom digital de 3x
- Formatos de imagem: JPEG
- Foco automático[1]

#### Vídeo
- Filmadora digital com resolução 640 x 480 (30 fps), 640 x 352 pixels (30 fps), 320 x 240 pixels (30/15 fps) ou ainda 176 x 144 (até 15 fps).
- Zoom digital de 4x
- Câmera dianteira para chamadas de vídeo
- Gravação de vídeo nos formatos: .mp4 e .3gp
- Formatos de gravação de áudio: WAV, AMR, AAC e MP4
- Modos de cena: automático, noite
- Tamanho máximo do vídeo: 1h30min[1]

### Processador

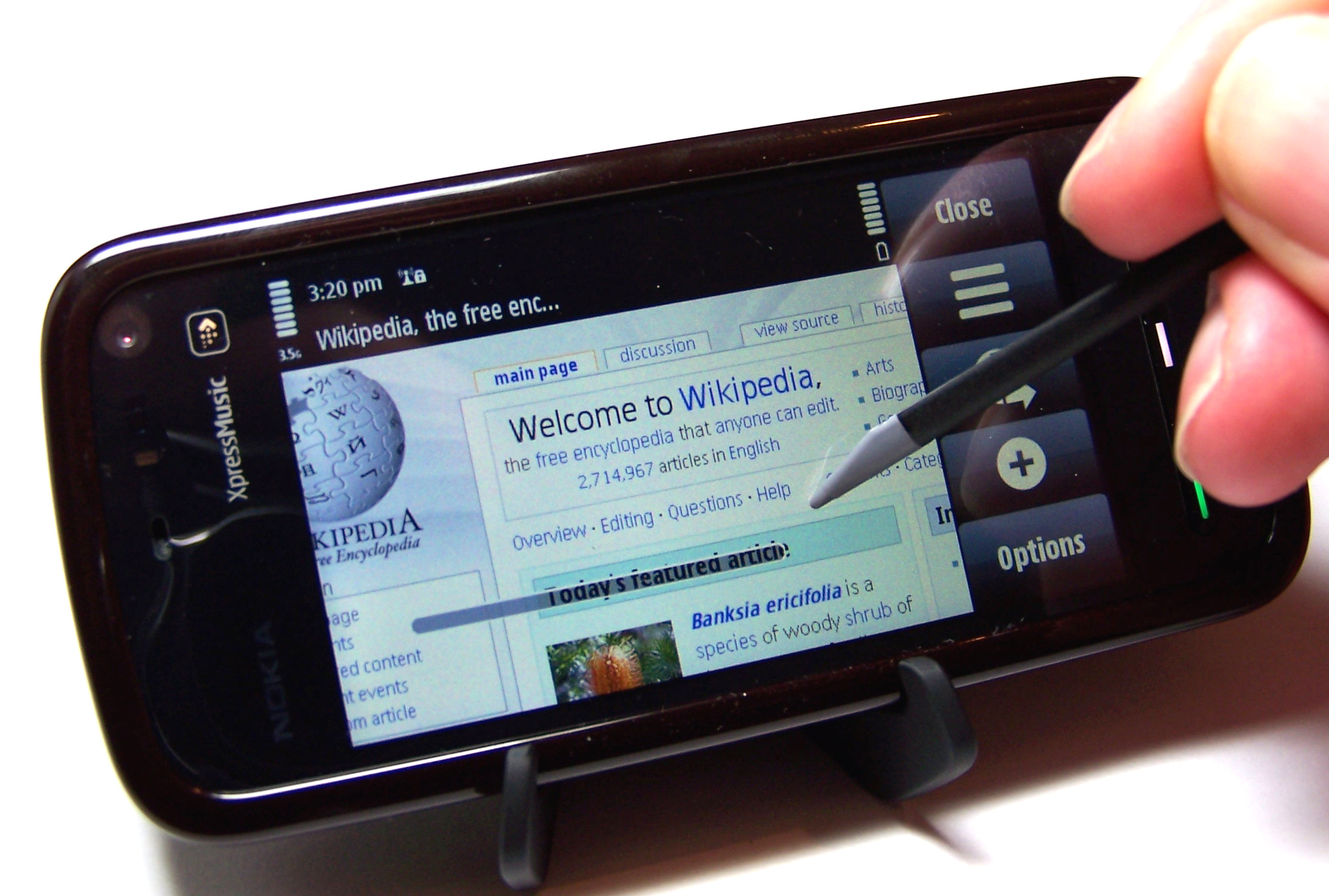
Nokia 5800 XpressMusic

O Nokia 5800 tem um processador ARM 11 de 434 MHz

### Memória
- Memória RAM 128MB
- Slot para cartão de memória microSD com hot-swapping de até 16 GB
- 81 MB de memória dinâmica interna[1]

### Conectividade
- Bluetooth versão 2.0
- Suporte para MTP (Mobile Transfer Protocol)
- Suporte para sincronização de PC com Nokia Ovi Suite
- GPS integrado para navegação para pedestre e carros[1]

### Conectores
- Conector microUSB, USB 2.0 de alta velocidade
- Conector Nokia AV de 3,5 mm
- Interface de saída de TV[1]

### Aplicativos
- Java TM MIDP 2.0
- Flash Lite 3.0
- Nokia Music Store
- Ovi Mapas Touch
- Suporte a jogos e Aplicativos .sis e .sisx[1]

## Atualizações defirmware
Durante os dois anos de vida do aparelho, o Nokia 5800 XpressMusic recebeu diversas atualizações de firmware, entre boas novidades e diversas correções de bugs, podemos destacar algumas logo abaixo.
A versão 20.0.012 do firmware aumentou a velocidade de frequência do processador do aparelho, indo dos 369 MHz para os 434 MHz. Na versão 40.0.005, foi adicionado a rolagem cinética para todos os menus (exceto os menus principais e das aplicações) e uma nova tela inicial adaptada do Nokia 5530. Com a versão 50.0.005, foi implementado a rolagem cinética total, o navegador padrão foi atualizado com melhorias como a auto-tela cheia e o player de música também foi atualizado com melhorias na busca de músicas.
Em novembro de 2010, com dois anos de existência do Nokia 5800 XpressMusic, foi lançado a versão 52.0.007 do firmware, as novidades significativas foram a atualização do Ovi Mapas para a versão 3.4 (3.04) e a adição de um espaço pequeno entre os caracteres e as funções da parte inferior do teclado QWERTY em tela cheia.
Parecia ter sido a última atualização, mas passados quase 8 meses após a última atualização de firmware, a Nokia anuncia mais uma atualização de firmware envolvendo o aparelho, na tentativa de não perder consumidores para a concorrência durante a má fase que a empresa passa, o pacote traz uma nova versão do navegador que promete deixar a navegação mais rápida, o aplicativo Ovi Maps mais recente e um conjunto de emoticons para serem usadas nas mensagens de texto.